# Mudin István
Mudin István (Kétegyháza, 1881. október 16. – Dosso del Fine, Olaszország, 1918. július 22.) az 1906. évi nem hivatalos olimpia ezüst- és bronzérmes atlétája.

## Sportpályafutása
Iskolai évei alatt kezdett sportolni. Később az Aradi AC, majd a Magyar AC sportolója volt. 1906-ban részt vett a nem hivatalos olimpián. Itt ezüstérmét olyan ötpróba versenyen szerezte, melynek elemei: távolugrás, diszkoszvetés, gerelyhajítás, 192 méteres futás és kötöttfogású birkózás voltak. A bronzérmet kalapácsvetésben érte el. Ezenkívül még négy atlétikai számban indult.
Részt vett az 1908. évi olimpián is, ahol a megnyitón Magyarország zászlóvivője volt. A versenyeken diszkoszvetésben hetedik lett, súlylökésben, kalapácsvetésben és gerelyhajításban a selejtezőkben esett ki.

## Magánélete
Édesapja Mudin Albert francia származású kalapkészítő. Testvére Mudin Imre súlylökő, olimpikon. Két leánya volt, Ilona és Gabriella. Ilona Jekelfalussy - Piller György olimpiai bajnok kardvívó felesége volt, Gabriella, Zetényi - Csukás Kálmán Magyar Királyi vezérkari alezredes, a Második Repülődandár parancsnokának felesége.
Iskoláit Kétegyházán és Aradon végezte el. 1905-ben Budapesten tanári diplomát kapott. A lippai mezőgazdasági iskola tanára, majd igazgatója volt.
1915-ben vonult be a 101. Békéscsabai gyalogezredbe tartalékos hadnagyként. 1918-ban előléptették főhadnagynak. Az első világháborúban esett el. Testvére, Imre néhány hónappal később szintén az olasz fronton lett a háború áldozata.

## Díjai, elismerései
- Ezüst vitézségi érem, első osztály (1915)
- Bronz katonai érdemérem hadiszalagos kardokkal (1917)
- Ezüst katonai érdemérem hadiszalagos kardokkal (1917)
- Katonai érdemkereszt III. osztály (1918)